# Katolickie Stronnictwo Ludowe
Katolickie Stronnictwo Ludowe (Katholische Volkspartei, KVP) – partia mniejszości niemieckiej w II Rzeczypospolitej w latach 1921–1939. W 1927 r. zmieniono nazwę partii na Niemieckie Katolickie Stronnictwo Ludowe (Deutsche Katholische Volkspartei, DKV), a 27 sierpnia 1933 r. na Chrześcijańsko-Niemieckie Stronnictwo Ludowe (Christliche Deutsche Volkspartei, CDV).
KVP został założony 27 grudnia 1921 r. jako następca Centrum. Reprezentował on pozycje klasy średniego i konserwatywnego centrum. Jako organ partyjny wydawał „Kurier Górnośląski” (Der oberschlesische Kurier). Prezesem w latach 1921-1927 był Thomas Szczeponik, a w latach 1927–1938 – Eduard Pant. Partia rozwiązała się w 1939 roku.

## Posłowie DKV
W wyborach do Sejmu i Senatu w 1922 i 1928 r. DP startowała ze wspólnej listy z Blokiem Mniejszości Narodowych (BNM). W 1930 r. DP startowała z ramienia Niemieckiego Bloku Wyborczego i zdobyła dwa mandaty w Sejmie i jeden w Senacie.
| Kadencja | Poseł              | Izba  |
| -------- | ------------------ | ----- |
| I        | Eugen Franz        | Sejm  |
| I        | Otto Krajczyrski   | Sejm  |
| I        | Karl Wlodasch      | Sejm  |
| I        | Thomas Szczeponik  | Senat |
| II       | Eugen Franz        | Sejm  |
| II       | Bernhard Jankowski | Sejm  |
| II       | Hugo Nowak         | Sejm  |
| II       | Eduard Pant        | Senat |
| III      | Eugen Franz        | Sejm  |
| III      | Bernhard Jankowski | Sejm  |
| III      | Eduard Pant        | Senat |

### Sejm Śląski
W parlamencie posłowie Katolickiego Stronnictwa Ludowego należeli do Klubu Niemieckiego.
| Kadencja | Poseł              |
| -------- | ------------------ |
| I        | Wilhelm Goldmann   |
| I        | Bernhard Jankowski |
| I        | Alfons Kaczmarcyzk |
| I        | Leopold Michatz    |
| I        | Franz Schoppa      |
| I        | Eduard Pant        |
| I        | Thomas Szczeponik  |
| I        | Konrad Kunsdorf    |
| II       | Andreas Dudek      |
| II       | Richard Frank      |
| II       | Wilhelm Goldmann   |
| II       | Albert Jurga       |
| II       | Johann Kompalla    |
| II       | Konrad Kunsdorf    |
| II       | Otto Ochmann       |
| II       | Eduard Pant        |
| II       | Alfred Rojek       |
| II       | Johannes Schmiegel |
| III      | Richard Frank      |
| III      | Otto Ochmann       |
| III      | Eduard Pant        |
| III      | Konrad Kunsdorf    |
| III      | Johannes Schmiegel |